# 遠アーベル幾何学
遠アーベル幾何学（えんアーベルきかがく、Anabelian geometry）は数学の理論であり、代数多様体 V 上の代数的基本群 G や関連する幾何学的対象を記述する。また、V をどのように他の幾何学的対象 W へ写像することができるかを決定する。いずれもより詳細な意味は、G がアーベル群から遠い場合を前提とするという意味である。
数体とその絶対ガロア群の初期の結果は、アレクサンドル・グロタンディークによる数体の双曲線についての予想に先立ち、ユルゲン・ノイキルヒ、ギュンデュズ・イケダ、岩澤健吉、内田興二（ノイキルヒ・内田の定理）によって得られていた。
単語としての「遠アーベル」はアーベルに否定の接頭辞 an がついたもので、1980年代のグロタンディークの有名な著作である「Esquisse d'un Programme」で導入された。
グロタンディークの仕事は、多くの年月の間未出版であり、伝統的で公式の学術チャンネルを通しては入手できなかったが、提示された理論の定式化と予想は多くの注目を集め、多くの数学者により言い換えられている。この分野の研究者は、期待された結果や関連する結果を得ており、21世紀にはそのような理論が有効となり始めると期待される。
望月新一はいわゆる単(mono-)遠アーベル幾何学を導入および発展させた。それは、数体または他のいくつかの体にわたる特定のクラスの双曲的曲線について、その代数的基本群からその曲線を復元するものである。単遠アーベル幾何学の主要な結果は望月の「絶対遠アーベル幾何学」などにある。
遠アーベル幾何学は、類体論の一般化の1つと見なすことができる。 他の2つの一般化（高次アーベル類体論と、表現理論的ラングランズ・プログラム）とは異なり、遠アーベル幾何学は非常に非線形でnon-アーベルである。

## 曲線上のグロタンディークの予想の定式化
「遠アーベル的問題」とは次のように定式化される。
具体例は、多様体が射影的と同様にアフィン的な場合である。有限生成な体 K （その上の素体）上に定義された滑らかで既約な場合を想定し、与えられた双曲線 C に対し、つまり、種数 g の射影代数曲線内の n 個の点の補空間に対し、 
2 – 2g – n < 0 
とする。グロタンディークは、射有限群である C の代数的基本群 G が C 自身を決定する（つまり G の同型類が C の同型類を決定する）と予想した。このことは望月により証明された g = 0（射影直線）で n = 4 の場合の例が与えられ、このとき、C の同型類が K の中の削除される 4つの点の連比により決定される。（ほとんど、連比で 4つの点の順序であるが、点を取り去ると存在しない。）K が局所体の場合の結果もある。